# Belgische Squash-Meisterschaften
Die Belgischen Squash-Meisterschaften sind ein Wettbewerb zur Ermittlung des nationalen Meistertitels im Squash in Belgien. Ausrichter ist die Belgische Squashfederatie.
Seit 1942 werden die Meisterschaften bei den Herren und seit 1971 bei den Damen jährlich ausgetragen. Rekordhalter sind Stefan Casteleyn bei den Herren mit 19 Titeln und Kim Hannes bei den Damen mit zwölf Titeln.

## Belgische Meister
Die Nummern in Klammern hinter den Namen geben die Anzahl der gewonnenen Meisterschaften wieder. Folgende Spieler konnten die Meisterschaft gewinnen:
| Jahr | Herren                     | Damen                  |
| ---- | -------------------------- | ---------------------- |
| 1942 | F. Dens                    | nicht ausgetragen      |
| 1943 | H. de Coninck              | nicht ausgetragen      |
| 1944 | F. Dens (2)                | nicht ausgetragen      |
| 1945 | Philippe Washer            | nicht ausgetragen      |
| 1946 | M. Blomme                  | nicht ausgetragen      |
| 1947 | M. Blomme (2)              | nicht ausgetragen      |
| 1948 | J. P. Hye de Crom          | nicht ausgetragen      |
| 1949 | M. Blomme (3)              | nicht ausgetragen      |
| 1950 | H. de Coninck              | nicht ausgetragen      |
| 1951 | H. de Coninck (2)          | nicht ausgetragen      |
| 1952 | H. de Coninck (3)          | nicht ausgetragen      |
| 1953 | H. de Coninck (4)          | nicht ausgetragen      |
| 1954 | Philippe Washer (2)        | nicht ausgetragen      |
| 1955 | Michel van den Bemden      | nicht ausgetragen      |
| 1956 | Michel van den Bemden (2)  | nicht ausgetragen      |
| 1957 | Michel van den Bemden (3)  | nicht ausgetragen      |
| 1958 | Michel van den Bemden (4)  | nicht ausgetragen      |
| 1959 | Michel van den Bemden (5)  | nicht ausgetragen      |
| 1960 | Michel van den Bemden (6)  | nicht ausgetragen      |
| 1961 | Michel van den Bemden (7)  | nicht ausgetragen      |
| 1962 | Michel van den Bemden (8)  | nicht ausgetragen      |
| 1963 | Michel van den Bemden (9)  | nicht ausgetragen      |
| 1964 | R. Goossens                | nicht ausgetragen      |
| 1965 | R. Goossens (2)            | nicht ausgetragen      |
| 1966 | S. Abraham                 | nicht ausgetragen      |
| 1967 | Michel van den Bemden (10) | nicht ausgetragen      |
| 1968 | R. Goossens (3)            | nicht ausgetragen      |
| 1969 | Jelle Narinx               | nicht ausgetragen      |
| 1970 | Jelle Narinx (2)           | nicht ausgetragen      |
| 1971 | Jelle Narinx (3)           | V. Mikolajczak         |
| 1972 | J. L. Roersch              | V. Mikolajczak (2)     |
| 1973 | Jelle Narinx (4)           | V. Mikolajczak (3)     |
| 1974 | Alain Ceurvorst            | V. Mikolajczak (4)     |
| 1975 | Alain Ceurvorst (2)        | F. McIntosh            |
| 1976 | Alain Ceurvorst (3)        | V. Mikolajczak (5)     |
| 1977 | Alain Ceurvorst (4)        | S. Besford             |
| 1978 | Alain Ceurvorst (5)        | A. Evans               |
| 1979 | Alain Ceurvorst (6)        | I. Millar              |
| 1980 | Philippe Dieudonné         | E. Lloyd-Mitchelli     |
| 1981 | Philippe Dieudonné (2)     | E. Lloyd-Mitchelli (2) |
| 1982 | Alain Ceurvorst (7)        | Barbara Vuylsteke      |
| 1983 | Philippe Dieudonné (3)     | E. Van Exter           |
| 1984 | Philippe Dieudonné (4)     | E. Van Exter (2)       |
| 1985 | Philippe Dieudonné (5)     | Anne Vuylsteke         |
| 1986 | Philippe Dieudonné (6)     | Barbara Vuylsteke (2)  |
| 1987 | Nicolas Branicki           | Barbara Vuylsteke (3)  |
| 1988 | Nicolas Branicki (2)       | Barbara Vuylsteke (4)  |
| 1989 | Philippe Dieudonné (7)     | Barbara Vuylsteke (5)  |
| 1990 | Nicolas Branicki (3)       | Barbara Vuylsteke (6)  |
| 1991 | Nicolas Branicki (4)       | Inge Coppens           |
| 1992 | Stefan Casteleyn           | Anne Vuylsteke (2)     |
| 1993 | Stefan Casteleyn (2)       | Cindy Buysse           |
| 1994 | Stefan Casteleyn (3)       | Kim Hannes             |
| 1995 | Stefan Casteleyn (4)       | Inge Coppens (2)       |
| 1996 | Stefan Casteleyn (5)       | Katline Cauwels        |
| 1997 | Wim Houbrechts             | Kim Hannes (2)         |
| 1998 | Stefan Casteleyn (6)       | Katline Cauwels (2)    |
| 1999 | Stefan Casteleyn (7)       | Kim Hannes (3)         |
| 2000 | Stefan Casteleyn (8)       | Kim Hannes (4)         |
| 2001 | Peter Pastijn              | Kim Hannes (5)         |
| 2002 | Peter Pastijn (2)          | Kim Hannes (6)         |
| 2003 | Peter Pastijn (3)          | Katline Cauwels (3)    |
| 2004 | Stefan Casteleyn (9)       | Kim Hannes (7)         |
| 2005 | Stefan Casteleyn (10)      | Charlie de Rycke       |
| 2006 | Stefan Casteleyn (11)      | Charlie de Rycke (2)   |
| 2007 | Stefan Casteleyn (12)      | Annabel Romedenne      |
| 2008 | Stefan Casteleyn (13)      | Kim Hannes (8)         |
| 2009 | Stefan Casteleyn (14)      | Kim Hannes (9)         |
| 2010 | Stefan Casteleyn (15)      | Kim Hannes (10)        |
| 2011 | Stefan Casteleyn (16)      | Kim Hannes (11)        |
| 2012 | Tom de Mulder              | Kim Hannes (12)        |
| 2013 | Stefan Casteleyn (17)      | Nele Gilis             |
| 2014 | Stefan Casteleyn (18)      | Nele Gilis (2)         |
| 2015 | Stefan Casteleyn (19)      | Nele Gilis (3)         |
| 2016 | Jan Van den Herrewegen     | Tinne Gilis            |
| 2017 | Joeri Hapers               | Nele Gilis (4)         |
| 2018 | Jan Van den Herrewegen (2) | Yara Delagrange        |
| 2019 | Jan Van den Herrewegen (3) | Nele Gilis (5)         |
| 2020 | Jan Van den Herrewegen (4) | Nele Gilis (6)         |
| 2022 | Joeri Hapers (2)           | Chloé Crabbé           |
| 2023 | Joeri Hapers (3)           | Chloé Crabbé (2)       |
| 2024 | Joeri Hapers (4)           | Marie Van Riet         |
| 2025 | Maddox Moxham              | Savannah Moxham        |